# Michael Gotthard Fischer
Michael Gotthard Fischer (* 3. Juni 1773 in Alach; † 12. Januar 1829 in Erfurt) war ein deutscher Organist und Komponist.

## Leben
Michael Gotthard Fischer war ein Schüler von Johann Christian Kittel, somit Enkelschüler Johann Sebastian Bachs. Fischer trat Kittels Nachfolge als Organist an der Erfurter Predigerkirche an und wirkte auch an der Barfüßerkirche als Organist. Ab 1816 unterrichtete Fischer am Lehrerseminar Erfurt Generalbass und Orgel. August Gottfried Ritter, Ludwig Ernst Gebhardi und Eduard Grell gehörten zu seinen Schülern.
Auf Grund seines Gichtleidens, war er gezwungen 1820 sein Organistenamt niederzulegen.
Fischer schuf zahlreiche Vokal- und Instrumentalkompositionen für Soloinstrumente, kleine und große Besetzungen, Bekanntheit erlangten im Wesentlichen seine Orgelkompositionen.

## Werke (Auswahl)
- 12 Orgelstücke (op. 4, Erfurt 1802) (Kittel gewidmet)
- Evangelisches Choral-Melodienbuch vierstimmig ausgesetzt mit Vor- und Zwischen-Spielen, Gotha 1820/1821
- „Classische Orgelcompositionen zum Studium und zum Gebrauche beim öffentlichen Gottesdienste. Neue correcte Gesammtausgabe“ (9 Hefte), Gesamtausgabe der Orgelwerke, Musikalienhandlung von Körner, Erfurt, nach 1840 (Choralmelodienbuch in dieser Ausgabe redigirt von M. A. G. Ritter)